# Kuppa

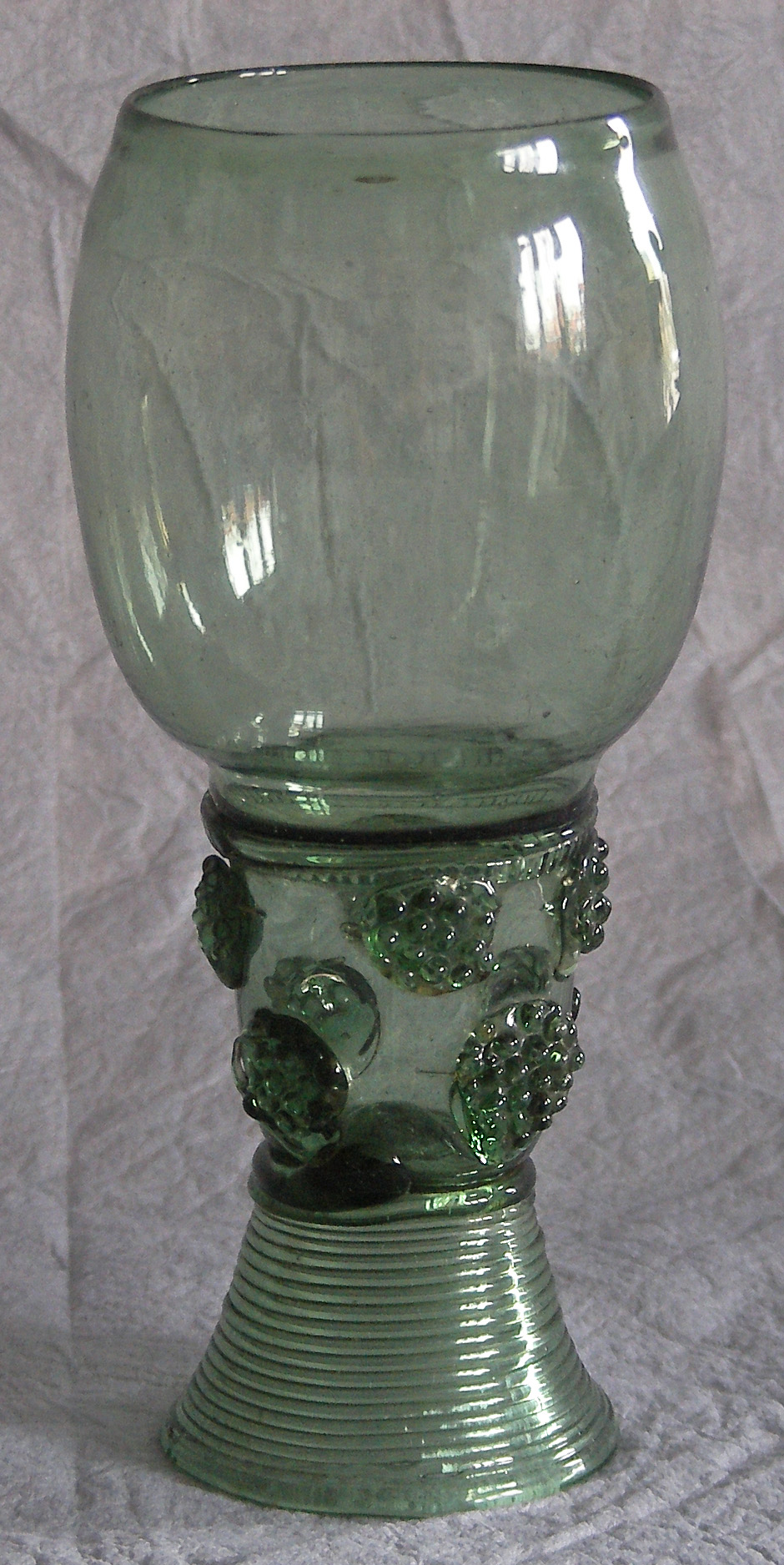
Historisches Trinkglas mit einer dreiteiligen Gliederung aus Kuppa, Schaft und Fuß

Kuppa, manchmal auch Cuppa geschrieben, ist die Bezeichnung für die obere Schale eines Trinkgefäßes, meist in der Gestaltungsform eines Kelches, Pokales oder Weinglases. Der Begriff wird jedoch auch in Zusammenhang mit christlichen Taufsteinen oder Taufbecken benutzt, bei denen in Analogie zum Kelch die obere Schale bzw. der Behälter mit dem Taufwasser gemeint ist.
Der Begriff Kuppa leitet sich wie die Kuppe von dem lateinischen Wort cupa „Wölbung, Tonne, Fass“ ab, im Bedeutungszusammenhang mit Trinkgefäßen möglicherweise auch von italienisch coppa „Becher“.